# Дунаев, Андрей Геннадьевич
Андре́й Генна́дьевич Дуна́ев (род. 10 января 1977, Москва, СССР) — российский общественный и политический деятель, адвокат, один из учредителей и с 2011 до 2012 года — председатель всероссийской политической партии «Правое дело», руководитель администрации Истринского муниципального района Московской области с 2014 по 2018 годы, с июня по ноябрь 2018 года возглавлял политический совет Истринского отделения партии «Единая Россия». Победитель Всероссийского конкурса управленцев «Лидеры России. Политика»[значимость факта в преамбуле].

## Биография
Андрей Дунаев родился 10 января 1977 года в Москве в семье военнослужащего.
В 1997 году окончил факультет механизации мелиоративных работ Московского государственного университета природообустройства.
После окончания университета поступил на военную службу по контракту в Федеральной службе безопасности в звании прапорщика. Закончил службу в 2001 году в должности старшего следователя-криминалиста и в звании старшего лейтенанта. Принимал участие в расследовании таких громких дел, как взрывы жилых домов в Москве и убийство Галины Старовойтовой. В интервью изданию «Московские новости» Дунаев рассказывал, что он уволился из ФСБ потому, что «очень тяжело было кормить семью, надо было зарабатывать деньги», и что после увольнения он работал в компании своей сестры.
В 2002 — 2003 гг. — работал в различных коммерческих структурах на юридических должностях.
В 2003 году с отличием окончил Государственный университет управления по специальности «юриспруденция».
С 2003 по 2006 год работал в юридическом управлении ООО Агентство «ЛУКОМ-А» (дочернем предприятии нефтяной компании «Лукойл»), где занимался организацией деятельности региональных представительств.
В 2006 году основал Межрегиональную консалтинговую группу «Диктум-Фактум».
С января 2014 года — доцент кафедры налогов РЭУ им. Г. В. Плеханова.
В августе 2014 года назначен исполняющим обязанности Главы Истринского муниципального района Московской области. В октябре того же года назначен руководителем администрации Истринского муниципального района.
На проходившем 28 октября 2020 года в Москве подведении итогов финала Всероссийского конкурса управленцев «Лидеры России. Политика» — проекта президентской платформы «Россия — страна возможностей» вошёл в число 49 победителей из почти 34 тысяч участников.
В 2023 году по приглашению Губернатора Томской области назначен на должность первого заместителя Губернатора. Депутаты Законодательной Думы Томской области единогласно поддержали кандидатуру.
Является заместителем председателя Комитета по интеллектуальной собственности и креативным индустриям «Российского союза промышленников и предпринимателей», член Экспертного совета Национального агентства прямых инвестиций, член Общественного совета при Главном управлении МВД России по Московской области, член Попечительского совета при Федерации регби России.
Женат. Трое детей. У его жены также есть сын от прежних отношений.

## Политика
В 2008 году стал одним из организаторов партии «Правое дело», был избран в состав Федерального политического Совета партии и руководил Исполнительным комитетом.
С августа 2011 года — руководитель московского отделения «Правого дела».
14 сентября 2011 года Дунаев в отсутствие председателя Михаила Прохорова открыл съезд «Правого дела». По словам Прохорова, по сути произошел «захват съезда» его оппонентами: на партийном съезде были зарегистрированы «нелегальные» делегаты — для того, чтобы провести голосование по поводу отставки лидера партии. 15 сентября на съезде «Правого дела» под председательством Дунаева и Андрея Богданова Прохоров был отстранён от руководства партией. Исполняющим обязанности партийного лидера был назначен Дунаев. Прохоров на альтернативном съезде собрании объявил о выходе из партии и призвал всех своих сторонников последовать их примеру.
На этом съезде Дунаев возглавил список «Правого дела» на выборах в Госдуму, помимо него в первую тройку списка вошли также Андрей Богданов и 24-летняя профессиональная теннисистка Анна Чакветадзе. По официальным итогам состоявшихся 4 декабря 2011 года парламентских выборов «Правое дело» набрало лишь 0,6 % голосов. Собственного кандидата на президентских выборах, намеченных на март 2012 года, партия решила не выдвигать. В январе 2012 года Дунаев покинул пост руководителя московского отделения партии.
На съезде «Правого дела», прошедшем 24 февраля 2012 года, Дунаев на безальтернативной основе был избран председателем партии. Съезд также принял решение на предстоящих президентских выборах поддержать кандидатуру Владимира Путина.
Андрей Дунаев является автором ряда политических инициатив, которые он, как председатель партии «Правое дело», неоднократно озвучивал на различных политических и медийных площадках.
В августе 2012 года опубликовал статью «НАТО. Три аргумента „за“», где назвал открытие транзитной базы НАТО в Ульяновске «позитивным и стратегически верным шагом», вступление России в НАТО делом будущего.
18 декабря 2012 года Дунаев оставил пост председателя партии «Правое дело».
В 2012 году был одним из трёх кандидатов на пост председателя Верховного суда Российской Федерации. В ходе борьбы за этот пост, Дунаев предлагал принятие пакета законопроектов в качестве первоочередных мер к реформированию судебной системы страны.
В начале марта 2014 года на встрече губернатора Московской области Андрея Воробьёва с главой Истринского муниципального района Анной Щербой, Дунаев был представлен будущим первым заместителем главы района. 11 марта 2014 года Дунаев стал первым заместителем главы Истринского района.
12 августа 2014 года на Дунаева были возложены полномочия и. о. главы района. 17 октября 2014 года Дунаев стал главой администрации Истринского муниципального района Московской области.
В мае 2018 года вступил в партию «Единая Россия», а спустя месяц избран секретарём политсовета её местного отделения в городском округе Истра. 9 июля 2018 года возглавил список партии «Единая Россия» на выборах Совета депутатов городского округа Истра, которые проходили 9 сентября 2018 года.
1 ноября 2018 года представил представителям депутатского корпуса, Общественной палаты и бизнеса своего преемника на посту исполняющего обязанности Главы городского округа Истра А. Г. Вихарева. Покинул пост исполняющего обязанности главы, тем же числом снял с себя полномочия секретаря политического совета Истринского местного отделения «Единой России».
С мая 2023 года — первый заместитель губернатора Томской области.

## Адвокатура
Член Адвокатской палаты Московской области.
В 2006 году основал консалтинговую группу «Диктум-Фактум». Основная компания Группы — Юридическое бюро «Диктум-Фактум» активно проводило обучающие семинары и тренинги, выступило учредителем газеты «Спорт и Право»..
В 2008 году получил статус адвоката.
В 2013 году основал коллегию адвокатов «Коллегия адвокатов Андрея Дунаева». Как адвокат, оказывает консультационные и юридические услуги в различных сферах права и представлял интересы доверителей в органах государственной исполнительной и законодательной власти, в судах общей юрисдикции и арбитражных судах Российской Федерации.
По данным ЕГРЮЛ c августа 2013 года по февраль 2014 года являлся председателем коллегии адвокатов «Коллегия Адвокатов Андрея Дунаева» Московской области.
С 2018 года возобновил адвокатскую практику, совместно с коллегами из разных адвокатских образований создав адвокатскую группу «АГД».

## Награды
Награждён государственными, ведомственными и общественными наградами, среди которых:
- Благодарность Президента Российской Федерации[5] (2019)[источник не указан 400 дней]
- Почётный Знак Торгово-промышленной палаты РФ (2016)[источник не указан 400 дней]
- Патриаршая грамота[5] (2015)[источник не указан 400 дней]

## Увлечения
Путешествия, регби, мотоциклы, авиация (пилот вертолета). Кандидат в мастера спорта по рукопашному бою.